# Kostel Českobratrské církve evangelické (Louny)
Kostel Českobratrské církve evangelické v Lounech na Pražském předměstí s čp. 1510 je památkově chráněn od roku 1992.

## Historie sboru
Reformovaná kazatelská stanice v Lounech byla založena v roce 1870, založil ji Václav Šubert z Krabčic. Sbor výrazně vzrost při „přestupkovém hnutí“ po roce 1918, stanice se stala „diasporním“ sborem a měla vlastního faráře. V roce 1923 vstoupila do Českobratrské církve evangelické a stala se farním sborem. Filiálkou sboru se později staly kazatelské stanice ve Slaném a v Radonicích nad Ohří.
Farníci se scházeli v pronajatých hostincích nebo soukromých bytech (např. v domě Na Příkopě čp. 387). V roce 1892 požádali město o zapůjčení neužívaného kostela sv. Petra na Žateckém náměstí, který byl využíván jako kůlna. Původně gotický kostel byl v době vlády Josefa II. sekularizován a postupně chátral, koncem 19. století kostel patřil městu. Katolická veřejnost protestovala, přesto město kostel pronajalo za roční nájem 100 zlatých určených na opravu kostela. Po nezbytných opravách v novorenesančním stylu byl pro reformovaný sbor otevřen 28. září 1892 a užíván byl až do 20. let 20. století, kdy ho z bezpečnostních důvodů (trhliny ve zdi) kazatelská stanice opustila a bohoslužby se opět konaly v pronajatých prostorách.

## Stavba kostela
Reformovaná kazatelská stanice koupila v roce 1908 pozemek pro stavbu kostela. O architektonický návrh byl požádán architekt Josef Gočár. Vypracoval velkolepý návrh, který představil staršovstvu i s miniaturním modelem, všichni byli nadšeni. Náklady na stavbu Gočár vypočítal na 40 000 K, peníze sbor neměl a ke stavbě nedošlo.
Pozemek byl prodán a zakoupen starší dům v Prokopově ulici, v něm zřízena modlitebna, byt kazatele a byt kostelníka. Dům byl přejmenován na Husův dům a sloužil evangelické církvi do roku 1932.
V roce 1927 dostala církev darem od správy Rolnického akciového cukrovaru v Lounech pozemek na Pražském předměstí v dnešní ulici Českých bratří. Na tomto pozemku byl 18. října 1931 položen základní kámen ke kostelu, jehož architektem byl lounský rodák architekt Pavel Bareš (po dokončení studií pracoval v ateliéru Bohumíra Kozáka, architekta několika evangelických kostelů). Pro nedostatek peněz stavba pokračovala pomalu. Staviteli byli Karel Paur z Loun a Václav Purkman z Citolib. Kostel byl slavnostně otevřen 30. října 1932.
V letech 1936-1937 byla ke kostelu přistavena fara, přednáškové sály, sborové místnosti a věž. Dokončenou přístavbu stavitelé k užívání předali 1. listopadu 1937. Kostel se všemi pozdějšími dostavbami stál 480 000 Kč. Teprve po úplné dostavbě byl Husův dům prodán.
Později byla přistavena ještě zimní modlitebna.

## Architektura kostela

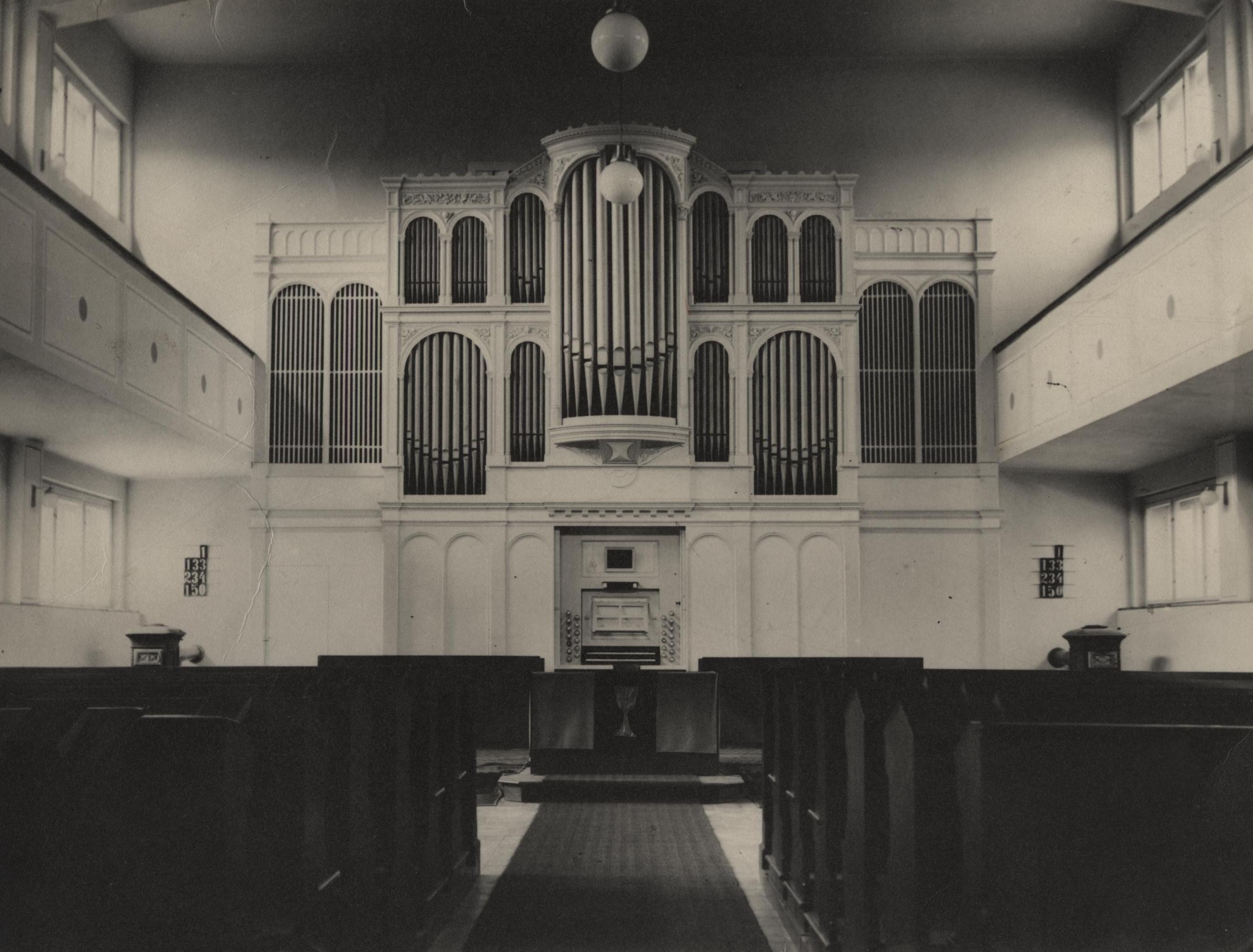
Interiér kostela, pohled na varhany

Kostel je působivá kompozice ve stylu funkcionalismu s hlavním halovým prostorem, menší modlitebnou s půlkruhovým závěrem, farou s trojdílnými okny a věží.
Nad hlavním vstupem do budovy je nápis "Nestydím se za evangelium Kristovo".

## Interiér kostela
Kazatelna a vzácné velké varhany získané ze zrušeného německého evangelického kostela v Teplicích byly instalovány v roce 1952. Postavil je v roce 1874 v Drážďanech saský varhanář Nicolaus Jahn. Jejich uměleckou cenu objevil mistr Jiří Kocourek z Drážďan. Netypicky jsou umístěny v čele kostela.
Od počátku bylo rozhodnuto pořídit zvon, což se stále odkládalo, zvon na věži chybí dosud.
Interiér zimní modlitebny byl v 70. letech 20. století nově upraven malířem Miroslavem Radou a bratry Zdenkem a Antonínem Šplíchalovými.

## Památková hodnota
Kostel je kvalitní funkcionalistická sakrální architektury z 30. let 20. století. Je dominantou Pražského předměstí v Lounech.